# 凯尔贝亨
凯尔贝亨（荷蘭語：Keerbergen，荷蘭語發音：[ˈkeːrbɛrɣə(n)]）是比利时弗拉芒大区弗拉芒布拉班特省魯汶區的一个市镇，北与安特衛普省接壤，通行荷蘭語，是弗拉芒社群的一部分，面积18.39平方千米，人口12,743人（2018年1月1日）。